# 侗戏
侗戏是侗族聚居区常见的戏剧类型。为广西壮族自治区非物质文化遗产（第一批）；传承人杨开远为广西壮族自治区非物质文化遗产项目代表性传承人（第一批）。